# Стоево
Стоево (болг. Стоево) — село в Болгарии. Находится в Пловдивской области, входит в общину Асеновград. Население составляет 665 человек.

## Политическая ситуация
В местном кметстве Стоево, в состав которого входит Стоево, должность кмета (старосты) исполняет Ибрям Мустафа Шабан (независимый) по результатам выборов правления кметства.
Кмет (мэр) общины Асеновград — Христо Грудев Грудев (коалиция партий: Граждане за европейское развитие Болгарии (ГЕРБ), ВМРО — Болгарское национальное движение) по результатам выборов в правление общины.